# Veľké Uherce
Veľké Uherce (in ungherese Nagyugróc) è un comune della Slovacchia facente parte del distretto di Partizánske, nella regione di Trenčín.